# كيث تشان
كيث تشان هو سائق سيارة سباق صيني، ولد في 22 سبتمبر 1977 في هونغ كونغ في الصين.

## وصلات خارجية
- كيث تشان على موقع DriverDB.com (الإنجليزية)